# Боровский, Александр Васильевич (директор МАЗа)
Александр Васильевич Боровский (13 июля 1951 год, Бобруйск — 12 февраля 2024 года) — советский и белорусский инженер, организатор производства, генеральный директор Минского автомобильного завода (2009—2012), производственного объединения Полимир (2001—2006).

## Биография
Родился 13 июля 1951 года в городе Бобруйск в Белорусской ССР.
Трудовую жизнь начал в 1968 году рабочим на Бобруйском заводе резинотехнических изделий. Отслужил срочную воинскую службу в рядах Советской армии (1969—1971).
В 1973 году начал работать оператором завода массовых шин Белорусского шинного комбината «Белшина» и за почти 30 лет работы на этом заводе (1973—2001) был мастером экспериментального цеха, начальником смены, заместителем директора завода и с 1991 года директором предприятия. Собственным трудом подавал пример отношения к работе, много сил отдавал подготовке кадров для предприятия, направлял сотрудников подавать документы для поступления в БГТУ, не забывал социально-культурные вопросы, так он смог организовать для детей работников предприятия 900 путёвок в летний период в «Артек». Он также внёс весомый вклад в развитие бобруйского футбольного клуба «Белшина» и его инфраструктуру.
Повышая своё образование, Александр Боровский в 1985 году окончил Белорусский технологический институт имени С. М. Кирова (по специальности «технология резины»), а в 1994 году — Академию управления при Совете министров Республики Беларусь по специальности «экономика и управление производством».
В 2001 году Боровский возглавил ПО «Полимир», одно из крупнейших предприятий химической отрасли Белоруссии. В 2005 году оставил руководство ПО и в 2006 году возглавил концерн «Белнефтехим». С 2009 по 2012 годы занял должность генерального директора Минского автомобильного завода, это место стало последним местом работы А. В. Боровского. В период руководства Боровского был создан холдинг «БЕЛАВТОМАЗ», его управляющей компанией было зарегистрировано ОАО «МАЗ». Завод сделал огромный вперёд шаг в развитии, в 2 раза увеличилось количество выпускаемой заводом продукции. После завершения трудовой деятельности на заводе Боровский некоторое время возглавлял образованный совместно МАЗом и КамАЗом наблюдательный совет белорусско-российского холдинга «БелРосАвто».
Все годы работы, на всех должностях Александр Васильевич Боровский поддерживал связи со своей малой родиной, всемерно помогая Бобруйску и его жителям. Непосредственно участвовал и поддерживал возрождение Свято-Никольского кафедрального собора и храма Святого духа на улице Клубной.
Был отмечен наградами Совета министров Республики Беларусь.
Умер 12 февраля 2924 года. Похороны прошли 14 февраля 2024 года на Северном кладбище Минска.